# Raúl Sanguineti
Raúl Carlos Sanguineti, parfois orthographié Sanguinetti, est un joueur d'échecs argentin né le 3 février 1933 à Paraná (Argentine) et mort le 6 août 2000 à Buenos Aires. Maître international en 1957, il remporta le championnat d'Argentine à cinq reprises et reçut le titre de grand maître international honoraire en 1982. Il participa à deux tournois interzonaux et à sept olympiades.

## Carrière aux échecs
En 1954, le championnat d'Argentine fut interrompu puis annulé alors que Sanguineti menait le tournoi avec 6 points sur 8. L'année suivante, il finit 4e-5e du tournoi. Par la suite, il remporta le championnat d'Argentine en 1956, 1957, 1962, 1965 et 1974.
En 1957, il remporta le tournoi de Sao Paulo 1957 devant Miguel Najdorf et Hector Rossetto. La même année, il finit 2e-3e du tournoi zonal de Rio de Janeiro remporté par Oscar Panno. En 1958, Sanguineti marqua la moitié des points lors du tournoi interzonal de Portoroz (treizième avec 10 points sur 20). En 1959, il battit Bobby Fischer lors du tournoi de Santiago du Chili et finit 4e-6e ex æquo avec lui.
Lors de la publication des premiers classements Elo par la Fédération internationale des échecs, en 1971 et 1972, Sanguineti était classé 47e joueur mondial avec un classement Elo de 2 530 points Elo.
En 1975, il remporta le tournoi zonal de Fortaleza, à la suite duquel Sanguineti participa au tournoi interzonal de Bienne en 1976 où il finit seizième avec 8,5 points sur 19.
En 1976, il finit premier ex æquo du treizième tournoi de Mar del Plata, à égalité avec Brond. En 1977, il remporta le tournoi de Buenos Aires (+7 =3).
Sanguineti a représenté l'Argentine lors de sept olympiades : 
- Moscou 1956 : premier remplaçant, médaille d'or individuelle : 9 / 11 (+7 =4)
- Munich 1958 : remplaçant, médaille d'argent par équipe : 9,5 / 15
- Varna 1962 : 4e échiquier, médaille d'or individuelle et médaille d'argent par équipe : 13,5 / 16
- La Havane 1966 : 4e échiquier, 11 / 15
- Lugano 1968 : 3e échiquier : 11,5 / 16
- Nice 1974 : 2e échiquier : 8 / 15
- Haïfa 1976 : 4e échiquier : 4,5 / 7